# Chytridiopsida
Chytridiopsida é uma ordem de Microsporidia, na classe monotípica Chytridiopsidea. 

## Taxonomia
- Filo Microsporidia Corliss & Levine, 1963
  - Classe Chytridiopsidea Issi 1980
    - Ordem Chytridiopsida Weiser 1974[1]
      - Família Buxtehudeidae Larsson 1980
      - Família Hesseidae Ormières & Sprague 1973
      - Família Chytridiopsidae Sprague, Ormières & Manier 1972

## Famílias anteriores
- Burkeidae[2]
- Enterocytozoonidae[2]